# Echinodorus berteroi
Espèce
Echinodorus berteroi ou Plante cellophane est une plante aquatique tropicale de la famille des Alismatacées.

## Origine
Cette espèce est présente aux États-Unis, en Amérique centrale, au Venezuela et au Guyana.

### Synonymes
- Alisma berteroi Spreng. (basionyme)
- Alisma rostratum Nutt.
- Echinodorus rostratus (Nutt.) Engelm. ex A. Gray

## Description
Ses feuilles peuvent atteindre 70 cm.

## Maintenance
Ignorée des commerces aquariophiles, l'Echinodorus berteroi pousse tant en eau douce qu'en eau dure. L'intensité de la lumière sera de moyenne à forte. La température ira de 20 à 27 °C.